# Dolores Cristina
Dolores Cristina (* 10. Januar 1949 in Senglea) ist eine maltesische Politikerin der Nationalist Party und war bis 10. März 2013 Ministerin für Erziehung und Erwerbstätigkeit.

## Biografie
Nach dem Schulbesuch absolvierte sie ein Lehramtsstudium an der University of Malta, das sie 1971 mit einem Bachelor of Arts (B.A.) abschloss. Im Anschluss daran war sie als Lehrerin für Geschichte und Englisch an Sekundarschulen tätig. Daneben war sie während einer Reihe von Jahren ehrenamtlich tätig und unter anderem zwischen 1991 und 1995 Präsident des Nationalen Frauenrates. Darüber hinaus war sie von 1992 bis 1995 Vorstandsmitglied der Public Broadcasting Services sowie zugleich bis 1994 Mitglied der Kommission für das Internationale Jahr der Familie. Daneben war Dolores Cristina von 1993 bis 1994 Mitglied des Forums gegen Gewalt gegen Frauen, von 1994 bis 1996 Mitglied des Rates der University of Malta, Mitglied der Kommission zur öffentlichen Finanzierung politischer Parteien von 1996 bis 1998 sowie zeitgleich Mitglied der Kommission für die Justizverwaltung.
1996 bewarb sich Dolores Cristina erstmals, allerdings erfolglos als Kandidatin der Partit Nazzjonalista (Nationalist Party) bei den Parlamentswahlen. Innerhalb der Parteiorganisation der PN war sie zwischen 1997 und 1998 Präsidentin der Frauenbewegung (MNPN) sowie anschließend bis 2000 Präsidentin des Verwaltungsrates der Partit Nationalista.
Im April 1998 wurde sie zur Bürgermeisterin von Swieqi, einer kleinen Stadt im Nordosten Maltas, gewählt. Dieses Amt bekleidete sie aber nur knapp ein halbes Jahr, denn bei der Wahl im September 1998 wurde sie erstmals zur Abgeordneten des Repräsentantenhauses gewählt, wo sie den Wahlkreis 10 vertrat. Während dieser Zeit war sie unter anderem Vorsitzende des Auswärtigen Ausschusses sowie Mitglied des Gemeinsamen Parlamentarischen Ausschusses. Zwischen Februar 2002 und April 2003 war sie darüber hinaus Ersatzmitglied beim Konvent über die Zukunft Europas.
Bei den Parlamentswahlen 2003 sowie 2008 wurde sie jeweils als Abgeordnete wiedergewählt, wobei sie diesmal den Wahlkreis 9 vertrat. Im April 2003 wurde sie von Premierminister Edward Fenech Adami zur Parlamentarischen Staatssekretärin beim Minister für Sozialpolitik ernannt und verantwortlich für sozialen Wohnungsbau und die Gleichstellung der Geschlechter. Dabei sprach sie sich als Katholikin für ein Verbot der Scheidung aus.
Nach dem Amtsantritt von Fenech Adamis Nachfolger als Premierminister Lawrence Gonzi am 23. März 2004 wurde sie schließlich selbst Ministerin für Familien und soziale Solidarität. In diesem Ressort war sie verantwortlich für Sozialpolitik, Familienpolitik, Kinder, solidare Dienste, soziale Sicherheit, sozialen Wohnungsbau sowie Gleichstellung von Mann und Frau.
Nach den Parlamentswahlen in Malta 2008 wurde sie von Gonzi im Rahmen der Kabinettsumbildung am 11. März 2008 als Nachfolgerin von Louis Galea zur Ministerin für Erziehung und Kultur ernannt. Bereits unmittelbar nach ihrem Amtsantritt sah sie sich einem Streik der Hochschullehrer wegen der Tarifverhandlungen ausgesetzt. Vom 23. Juni bis zum 29. September 2008 war sie auch Ersatzmitglied in der Parlamentarischen Versammlung des Europarates.

## Reden
- Validating Informal and Non-Formal Learning: What it means to employers, organisations and learners. (PDF, 38 kB) In: vae.univ-pau.fr. Université de Pau et des Pays de l'Adour, 25. September 2008, abgerufen am 26. August 2014 (englisch).
- Qualifications in a Quality Assurance Culture: Moving Bologna and Copenhagen towards a Lifelong and Europe-wide response to Employability. In: doi-archived.gov.mt. Department of Information Malta, 8. Mai 2008, abgerufen am 26. August 2014 (englisch).
- 10th European Conference on Environmental Education,16. Oktober 2008 (PDF-Datei; 57 kB)